# Soukromá rada (Spojené království)
Soukromá rada, tajná rada a královská rada jsou různé překlady anglického Privy Council (plným jménem His Majesty's Most Honourable Privy Council). Označuje se tak formální poradní sbor panovníka Spojeného království. Historicky býval mocnou institucí, ale většinu jeho někdejších pravomocí má dnes kabinet. Soukromá rada asistuje králi při výkonu zbytků královských prerogativ.
Jednou částí dodnes významnou je soudní komise Soukromé rady, která se skládá ze soudců na nejvyšších pozicích – ze členů Nejvyššího soudu Spojeného království, Odvolacího soudu Anglie a Walesu a dalších. Dříve byla nejvyšším soudem pro celé Britské impérium (vyjma Spojeného království), a i dnes projednává odvolání z Britských korunních závislých území, Britských zámořských teritorií a mnoha zemí Britského společenství národů.